# Нзейимана, Блез
Блез Нзейимана (рунди Blaise Nzeyimana, 2 июня 1954 года, Бурунди) — католический прелат, епископ Руйиги с 30 октября 2010 года.

## Биография
25 июля 1981 года Блез Нзейимана был рукоположён в священника.
30 октября 2010 года Римский папа Бенедикт XVI назначил Блеза Нзейиману епископом Руйиги. 15 января 2011 года состоялось рукоположение Блеза Нзейиманы в епископа, которое совершил епископ Жозе Ндухирубуса в сослужении с архиепископом Гитеги Симоном Нтамваной и архиепископом Бужумбуры Эваристом Нгоягойе.